# Jacqueline Kennedy Onassis
Jacqueline Lee Bouvier (Southampton, Nova York, 28 de juliol de 1929 — Nova York, 19 de maig de 1994), esdevinguda Jacqueline Kennedy arran del seu matrimoni amb John Fitzerald Kennedy, president dels Estats Units, i posteriorment Jacqueline Onassis, a partir del seu casament amb el magnat grec Aristòtil Onassis.
Fou una de les dones més populars en la premsa rosa en el decurs de la segona meitat del segle xx.

## Infància, família i educació
Jacqueline Lee Bouvier, anomenada "Jackie", va néixer en una família de l'alta societat novaiorquesa. Era la filla major de John Vernou Bouvier III (1891-1957), un seductor corredor de borsa d'ascendència francesa i de la seva dona, Janet Norton Lee (1907-1989), filla d'un president de banc.
En la seva joventut va ser reportera gràfica del The Washington Times-Herald. Gràcies a aquesta feina va conèixer nombrosos polítics, entre ells el que seria el seu primer marit. Jacqueline parlava francès i castellà amb fluïdesa.

## El seu matrimoni amb Kennedy
Si bé estava promesa amb el corredor de borsa John Husted Jr finalment es va casar el 12 de setembre de 1953 a Newport, Rhode Island amb un polític de futur molt prometedor, el senador John F. Kennedy, una de les estrelles del Partit Demòcrata. El matrimoni va ser un esdeveniment molt glamurós de l'alta societat estatunidenca.
El matrimoni va tenir quatre fills: Arabella (va morir abans de néixer, 1956), Caroline Bouvier Kennedy (1957), John F. Kennedy, Jr (1960-1999), i Patrick Bouvier Kennedy (va néixer i va morir l'agost de 1963). El seu matrimoni va passar per dificultats, ja que s'acusava el seu marit de ser un faldiller i de tenir la salut delicada.
Jacqueline va mantenir bones relacions amb el seu cunyat Robert. No obstant això, no tenia el caràcter competitiu, esportiu i, de vegades, abrasiu del clan Kennedy. Era molt més tranquil·la i reservada. Un cop mort el seu marit, Jackie es va desvincular ràpidament del clan.

## Primera dama dels Estats Units
Kennedy va vèncer a Richard Nixon en les eleccions de 1960 i es va convertir en el 35è President dels Estats Units d'Amèrica el 1961. Jackie Kennedy es va convertir en la primera dama més jove de la història.
Mai li va agradar el títol de "primera dama", ja que deia que semblava el nom d'un cavall. Amb l'arribada del seu marit a la Casa Blanca, la vida privada de Jackie es va convertir en centre d'atenció del públic. Durant el seu període com a primera dama, Jacqueline es va convertir en una icona de la moda, tant a escala local com internacional.
El primer gran projecte de Jacqueline va ser redecorar la casa presidencial. Considerava que la decoració anterior estava buida de contingut històric. Com amant de la història, Jackie considerava que la mansió havia de representar plenament al seu país. Va treballar molt per trobar mobles antics i obres d'art que encaixessin amb el disseny de la Casa Blanca. Va trobar retrats originals de personatges com Thomas Jefferson i Benjamin Franklin.
Sabia que els seus fills estaven sota la mirada del públic però va decidir que els protegiria de la premsa i que intentaria donar-los una infància normal.
Al costat del seu marit, va planificar nombrosos actes socials que els van portar a ser protagonistes de la vida cultural. No van ser com les anteriors parelles presidencials; apreciaven l'art, la música i la cultura. Van convidar a artistes i músics a sopars i festes; van celebrar actes especials en honor dels guanyadors del Premi Nobel, i van transformar per complet els sopars d'estat que se celebraven a la Casa Blanca.

## L'assassinat de Kennedy

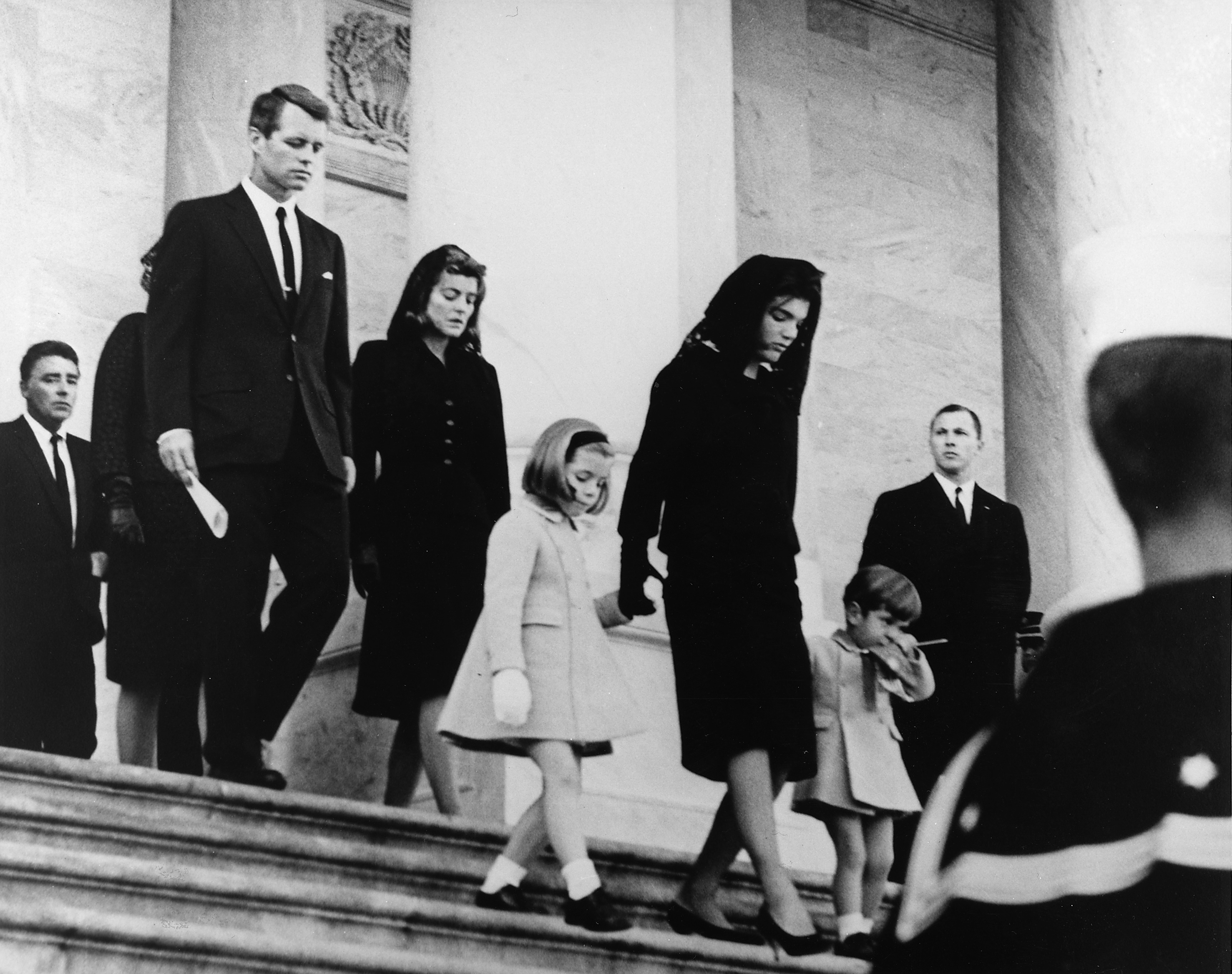
Jacqueline Kennedy, Robert F. Kennedy, John Jr, Caroline, i Peter Lawford sortint del capitoli dels EUA després del funeral de John F. Kennedy el 28 de novembre de 1963

Jackie Kennedy estava asseguda al costat del President quan aquest va rebre el tret que el va matar el 22 de novembre de 1963 a Dallas, Texas. La senyora Kennedy va testificar davant la Comissió Warren haver vist com saltaven trossos del cap del seu marit, tot i que, segons el film que va registrar el magnicidi, la posició de la primera dama no li permetia veure el cap del seu marit com a mínim fins a un segon després que rebés el tret. En qüestió de segons, Jacqueline va pujar a la part posterior del vehicle presidencial amb por i pànic.
La seva temprança en els moments posteriors a l'assassinat va fer que es guanyés l'admiració del món sencer. Va presidir el funeral pel president, portant els seus dos fills de la mà, caminant després del taüt des de la Casa Blanca fins a la catedral de Sant Matthew, en la qual es va celebrar un funeral massiu. Jackie va ser l'encarregada d'encendre la flama a la tomba del seu marit al Cementiri d'Arlington. El diari The London Evening Standard va dir d'ella: «Jacqueline Kennedy ha donat al poble americà una cosa que sempre havien desitjat: majestuositat». Una setmana després de l'assassinat va concedir una entrevista per a la revista Life. Durant un any no va fer cap aparició pública.

## Casament amb Onassis i últims anys
El 20 d'octubre de 1968 es va casar amb l'armador grec Aristòtil Onassis. Quan el seu cunyat Robert F. Kennedy va ser assassinat mesos abans, Jacqueline va creure que els Kennedy patien una persecució i que tant ella com els seus fills havien d'abandonar els Estats Units.
El matrimoni amb Onassis cobrava sentit: ell tenia els diners i el poder suficients per donar-li la protecció que buscava, ella tenia l'estatus social que ell necessitava.
El matrimoni no va ser per amor. Les relacions amb els fills d'Onassis van ser tortuoses i Jackie al cap de poc de casada, va donar curs a una sèrie de gustos extravagants que el seu afligit marit havia de satisfer a costa de grans sumes de diners en recursos malgastats i dedicació extra dels seus empleats.
La parella passava poc temps junta. Mentre Onassis viatjava amb Carolina i John (el fill d'Onassis, Alexandre Onassis, havia introduït a John en el món de l'aviació), a Jackie se la va veure poques vegades en companyia de la seva fillastra Christina Onassis, que finalment va acabar rebutjant.

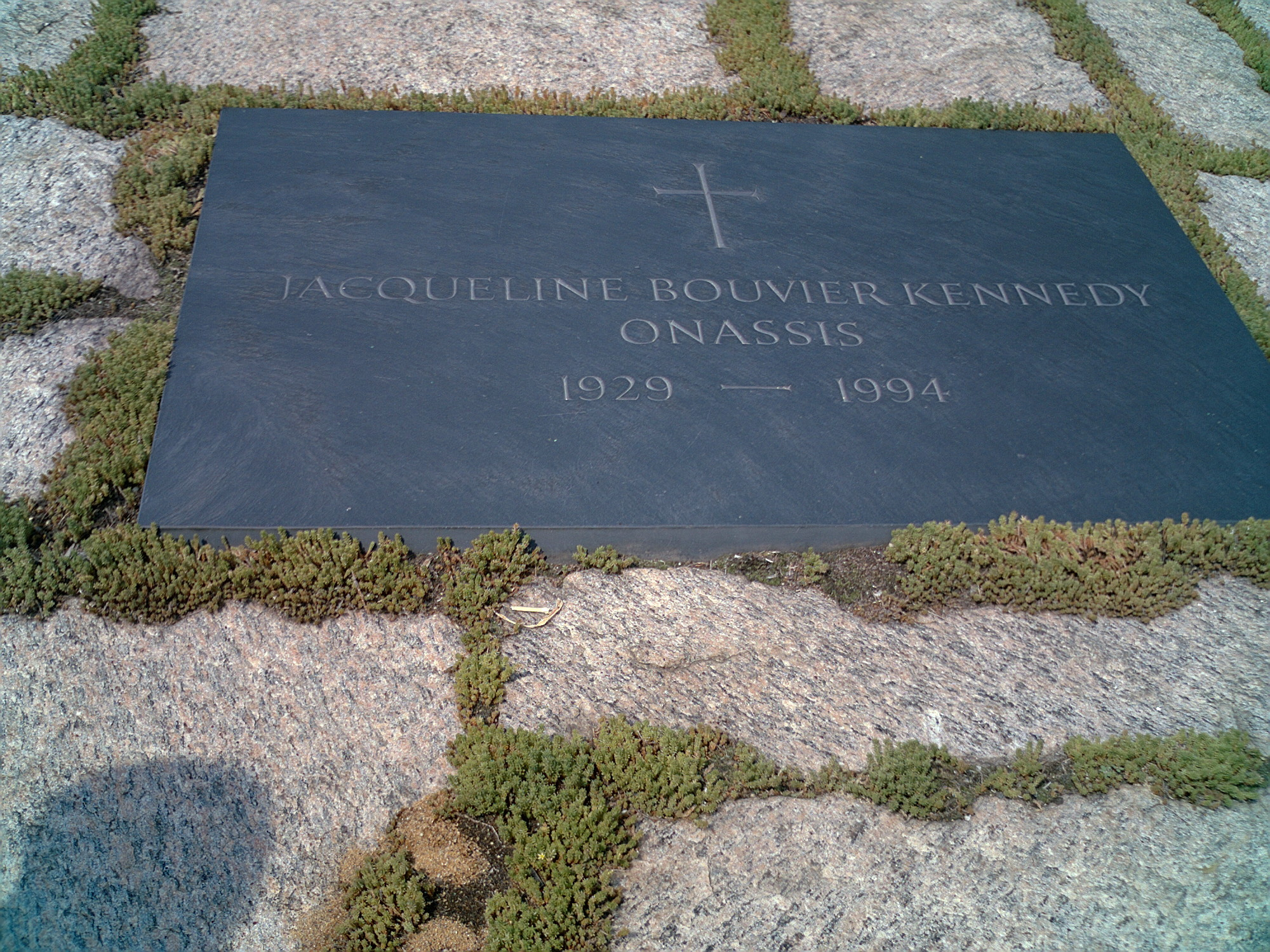
Tomba al Cementiri Nacional d'Arlington.

Al cap d'uns anys la relació es va deteriorar completament i Onassis, ja fastiguejat, va decidir que era temps de desfer-se de la seva costosa dona, que passava la major part del seu temps viatjant i comprant, i va començar a tramitar el divorci.
Mentre encara estaven tramitant el divorci, Onassis va morir el 15 de març de 1975, deixant una gran herència a Jackie i desencadenant un litigi amb Christina Onassis.
Va passar els darrers anys de la seva vida al costat de Maurice Tempelsman, un industrial belga, comerciant de diamants. El 1994 se li va diagnosticar un limfoma, un tipus de càncer que estava en avançat estat de desenvolupament. Va morir al seu apartament de la Cinquena Avinguda de Nova York, el 19 de maig d'aquest mateix any a l'edat de 64 anys. En la seva memòria, la gran reserva d'aigua del Central Park va ser nomenada "Jacqueline Kennedy Reservoir". Està enterrada al costat del seu primer marit, el president Kennedy al cementiri Nacional d'Arlington.